# John Drake
John Alan Drake (Auckland, 22 gennaio 1959 – Mount Maunganui, 13 dicembre 2008) è stato un rugbista a 15 e giornalista neozelandese, pilone, campione del mondo 1987 con gli All Blacks e, dopo la fine della carriera agonistica, attivo come commentatore e notista sportivo televisivo.

## Biografia
Cresciuto rugbisticamente all'Auckland Grammar School, Drake emerse relativamente tardi a livello nazionale: fu infatti prelevato dalla provincia rugbistica di Auckland solo a circa vent'anni, quando già frequentava la locale università e militava nella relativa squadra di rugby, senza essere mai passato preventivamente per le varie selezioni nazionali studentesche e giovanili.
Nel 1981 esordì nel campionato nazionale provinciale e tra il 1982 e il 1985 disputò la stagione invernale nell'emisfero Nord in Francia a Bourg-en-Bresse; nel novembre 1986, a quasi 28 anni, debuttò negli All Blacks a Tolosa contro la Francia; con solo due test match alle spalle fu incluso nella rosa alla Coppa del Mondo di rugby 1987 che la Nuova Zelanda ospitava, e della quale fu alla fine vincitore; Drake disputò cinque delle sei partite del torneo, esclusa quella di apertura contro l'Italia.
Disputò il suo ultimo test match nella Bledisloe Cup di quello stesso anno contro l'Australia e finita la stagione con Auckland si ritirò dalle competizioni per intraprendere la carriera di giornalista e commentatore sportivo, tenendo anche una rubrica fissa come columnist del New Zealand Herald .
Nella sua nuova veste rivelò anche retroscena umoristici: dopo la finale della Coppa del Mondo, vinta 29-9 contro la Francia, lui e il suo avversario Serge Blanco decisero di donare le loro cravatte a due giovani sostenitori; questo comportò che entrambi, tuttavia, furono esclusi dal party celebrativo del post-incontro perché il rigido protocollo dell'epoca prevedeva che tutti vestissero la cravatta; lui e Blanco decisero quindi di festeggiare separatamente con una bottiglia di vino rosso nella cucina adiacente al salone delle feste.
In un'altra occasione, durante un terzo tempo che faceva seguito a un'accesa partita tra due squadre della provincia di Auckland, quando fu chiesta ad alcuni giocatori la causa delle loro numerose ferite e lividi, la risposta di Drake fu: «Fitzy (Sean Fitzpatrick). Si era convinto che io fossi il pallone e non c'è stato verso di persuaderlo del contrario».
Il 13 dicembre 2008, a poco meno di un mese dal suo cinquantesimo compleanno, John Drake fu ucciso da un attacco cardiaco mentre stava lavando la sua automobile.
In sua memoria, nel 2011 alcuni ex giocatori del Bourg-en-Bresse visitarono in Nuova Zelanda i suoi ex compagni di Nazionale e la vedova.

## Palmarès
- Coppe del mondo: 1
Nuova Zelanda: 1987